# 陸觀豪
陸觀豪，BBS，JP，英語：，1951年8月10日—），前立法局議員 ，退休前乃恆生銀行常務董事兼副行政總裁。

## 背景
陸觀豪在1963年畢業於聖保羅書院小學，1970年畢業於聖保羅書院中七年級，1973年於香港大學取得社會科學學士學位，1981年在香港中文大學取得工商管理碩士碩士學位。
陸觀豪是恒生銀行前董事長利國偉之外甥，1975年加入恆生銀行，1994年10月獲委任為董事兼副行政總裁。1996年4月起任常務董事兼副行政總裁，亦是安盛保險有限公司董事。陸觀豪於2004年底退休。

## 公職
- 香港工商專業聯會董事
- 香港廣播事務管理局成員
- 新稅項事宜諮詢委員會成員
- 恒生商學書院校董
- 聖保羅書院校董
- 前香港立法局議員
- 前香港中文大學校董會成員及大學司庫

## 榮譽
- 太平紳士 (1999年)
- 銅紫荊星章 (2004年)